# Eudryas cypris
Eudryas cypris är en fjärilsart som beskrevs av Augustus Radcliffe Grote 1893. Eudryas cypris ingår i släktet Eudryas och familjen nattflyn. Inga underarter finns listade i Catalogue of Life.